# Belejringen af Paris (845)
 For alternative betydninger, se Belejringen af Paris. (Se også artikler, som begynder med Belejringen af Paris)
Belejringen af Paris i 845 var kulminationen på en vikingeinvasion i kongeriget Vestfranken. Vikingerne blev ledet af en høvding kaldet "Reginherus", eller Regnar, der traditionelt er blevet identificeret som fornaldersaga-figuren Regnar Lodbrog. Regnars flåde på 120 vikingeskibe, der medbragte tusindvis af mænd, sejlede op af Seinen i marts og fortsatte op ad floden. Den vestfrankiske konge, Karl den Skaldede samlede en mindre hær som modsvar, men da hæren blev delt, blev den ene halvdel nedkæmpet af Regnars krigere, mens den resterende del af hæren derefter fortrak fra stedet. Vikingerne nåede til Paris mod slutningen af måneden, omkring påske. Efter at have erobret og plyndret byen trak vikingerne sig tilbage efter de var blevet betalt en løsesum på 7.000 livre, hvilket svarer til omkring 2570 kg, i sølv og guld af Karl den Skaldede.